# Coelosphaeridae
Coelosphaeridae é uma família de esponjas marinhas da ordem Poecilosclerida.

## Gêneros
- Celtodoryx Perez, Perrin, Carteron, Vacelet e Boury-Esnault, 2006
- Chaetodoryx Topsent, 1927
- Coelosphaera Thomson, 1873
- Forcepia Lundbeck, 1910
- Histodermella Lundbeck, 1910
- Inflatella Schmidt, 1875
- Lepidosphaera Lévi e Lévi, 1979
- Lissodendoryx Topsent, 1892